# Jettenhausen (Friedrichshafen)
Jettenhausen ist ein Stadtteil von Friedrichshafen am Bodensee, der zur Kernstadt gehört.

## Geschichte
Bereits im 1. bis 3. Jahrhundert bestanden römische Gutshöfe im heutigen Siedlungsgebiet.

### Mittelalter
Um 1000 bezog Erzbischof Gebhard von Ravenna Einkünfte aus Jettenhausen, welche er an das Damenstift in Lindau weiterleitete.
Jettenhausen wurde im 12. Jahrhundert als „Jetinhusin“ erwähnt.
Um die Mitte des 13. Jahrhunderts suchte der Deutsche Orden auch im Bodenseeraum und in Oberschwaben Besitzungen und Rechtstitel zu erwerben, die langfristig die Gründung einer Kommende ermöglichen sollten. In Jettenhausen erhielt er 1250 das Patronat. 1255 kam der Ort an das Kloster Kreuzlingen und gehörte zur Herrschaft Hirschlatt. 1353 wurden in Jettenhausen 16 Wohnhäuser gezählt.
1364 verkaufte Ritter Ulrich Muris Bergfried und Güter an Konstanzer Bürger (Burg Jettenhausen). Die bereits 1246 genannte Kirche und Pfarrei des Ortes wurde 1250 der Deutschordenskommende Mainau geschenkt.

### Neuzeit
Durch den Reichsdeputationshauptschluss wurde Jettenhausen 1803 dem Hause Hohenzollern-Hechingen als Entschädigung für den Verlust seiner Besitzungen in den Niederlanden zugewiesen.
1813 kam der Ort als Teil der Kloster Kreuzlingischen Herrschaft Hirschlatt an Württemberg und gehörte zunächst zur Gemeinde Hagendorn/Berg, ab 1850 zur Gemeinde Schnetzenhausen. Am 1. April 1914 kamen Teile von Jettenhausen an Friedrichshafen und am 1. April 1937 wurde schließlich Jettenhausen zusammen mit der gesamten Gemeinde Schnetzenhausen in die Stadt Friedrichshafen eingegliedert.

### 20. Jahrhundert
Frühmorgens am 21. Juni 1943 erfolgte der erste Luftangriff der britischen Flieger auf das Bodenseegebiet. Ziel dieser Angriffe waren die Produktionsstätten der Luftschiffbau Zeppelin GmbH – viele Brandbomben trafen dabei das Gebiet Jettenhausens. Den letzten Fliegeralarm in Friedrichshafen gab es am 25. Februar 1945 – die Stadt war nach diesen Angriffen etwa zu 60 Prozent zerstört. Am 29. April 1945 erreichten französische Truppen Friedrichshafen.
Der Stuttgarter Architekt Helmut Erdle erstellte die städtebauliche Konzeption und übernahm die künstlerische Oberleitung für den Aufbau der „Gartenvorstadt“ (Trabantensiedlung) in Jettenhausen von 1957 bis 1970 – für die Errichtung von Wohnbauten und Gemeinschaftseinrichtungen.

## Bildung

Alte Pfarrkirche St. Mariä Geburt (Friedhofskirche)

Pfarrkirche St. Maria, Jettenhausen

Das alte Schulhaus in Jettenhausen war 1861 erbaut und 1972 abgebrochen worden.
Die Ludwig-Dürr-Schule an der Waggershauser Straße wurde am 30. September 1954 eröffnet.

## Sehenswürdigkeiten

### Alte Pfarrkirche St. Mariä Geburt
1250 wird die Kirche von Jettenhausen erstmals urkundlich erwähnt. Die Kirche wurde 1260 von Heinrich von Löwenthal dem Deutsch-Orden geschenkt.
Die heutige Kirche entspricht im Wesentlichen einem um 1468/69 errichteten spätgotischen Bau.

Der Fliegerangriff am 28. April 1944 richtete an der Kirche große Schäden an, die zunächst nur provisorisch behoben werden konnten, da das notwendige Material vorerst nicht beschafft werden konnte. 1953 erfolgte eine Innenrestauration und die Kirche dient seit 1960 als Friedhofskirche.
Von 1979 bis 1986 wurden das Mauerwerk und das Dach der Kirche restauriert – und dabei auch der noch aus der Kriegszeit vorhandene Tarnanstrich überdeckt.

### Neue Pfarrkirche St. Maria
Diese Kirche wurde 1960 erbaut.